# Tour du Temple
Prieuré hospitalier du Temple
La tour du Temple et son enclos constituaient la maison du Temple, ancienne forteresse parisienne située dans le nord du Marais, au sein du 3e arrondissement de Paris, qui fut détruite en 1808.
Construite par les Templiers à partir de 1240, pendant le règne de saint Louis, elle devint par la suite une prison. Elle doit sa célébrité au fait qu’elle servit de geôle à Louis XVI et à la famille royale de 1792 à 1795 et que le dauphin Louis-Charles de France âgé de 10 ans (Louis XVII pour ses partisans) y est mort. Devenue lieu de pèlerinage royaliste dès le début du XIXe siècle, la tour du Temple fut pour cette raison détruite sur ordre de Napoléon Ier en 1808.

## Construction
La Tour est construite en même temps que l’imposante forteresse intra-muros des Templiers, au Moyen Âge.

## Architecture de la tour du Temple

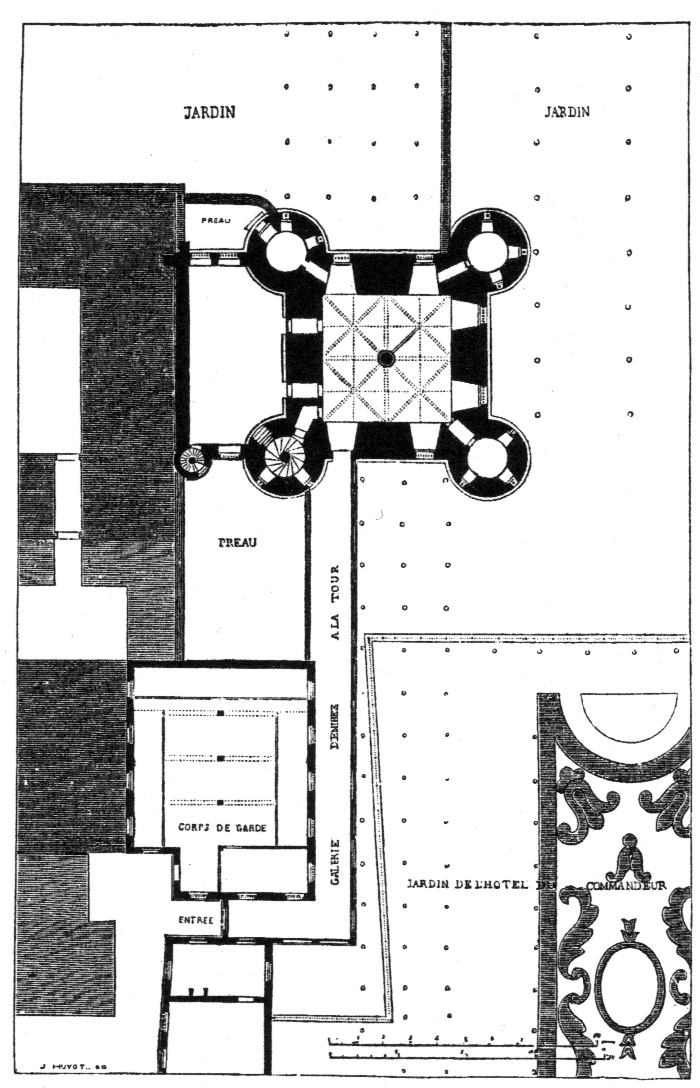
Plan du rez-de-chaussée de la grosse tour du Temple, en 1793
par Theodor Josef Hubert Hoffbauer.

Après la démolition des fortifications de l'enclos du Temple, seule subsiste une tour crénelée et carrée de 15 mètres bâtie sous le règne de Saint-Louis

### La Grande Tour

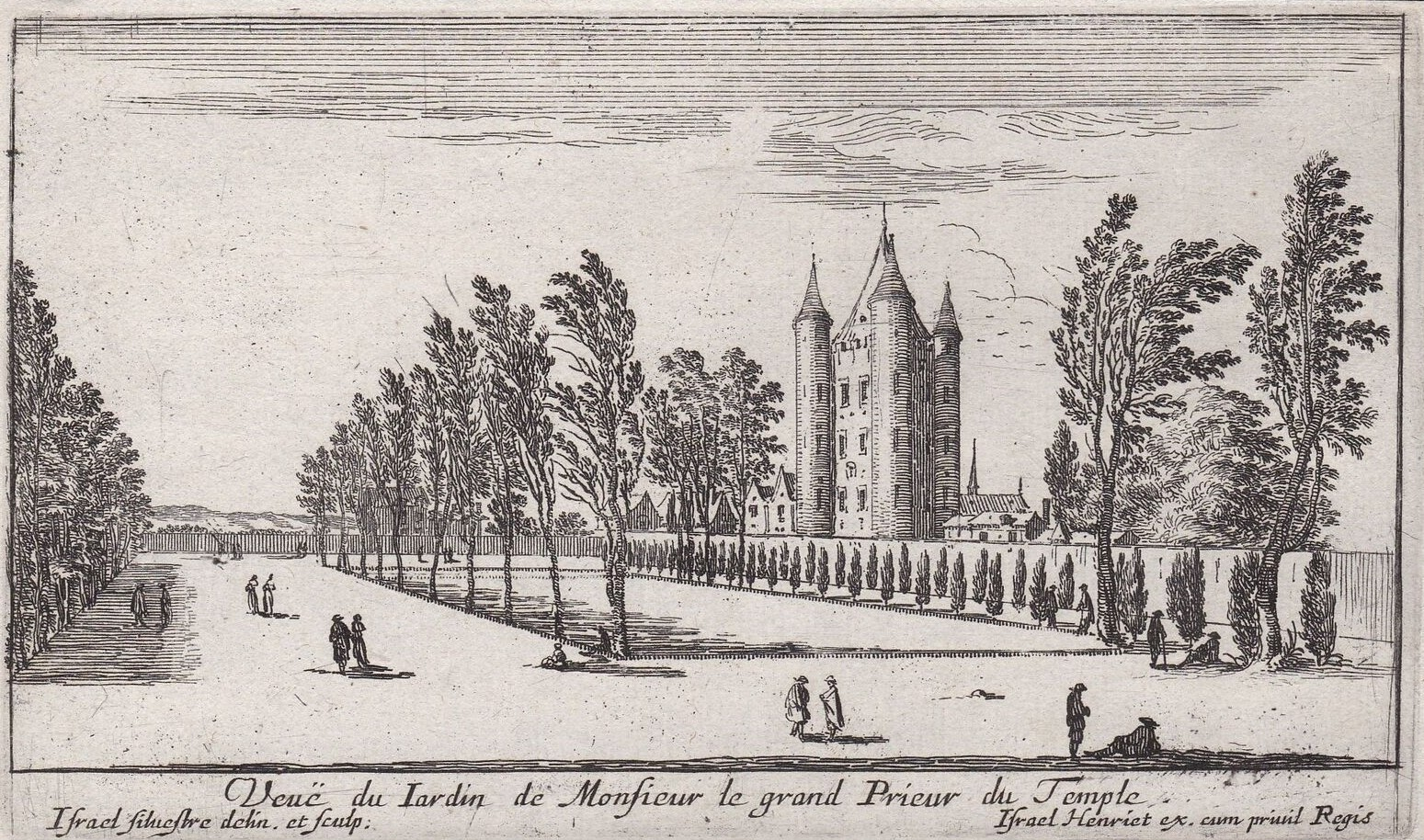
La prison du Temple, par Israël Silvestre - ca. 1650.

Celle-ci se dressait à l’une des extrémités de l’ancien enclos, à la hauteur de l’actuelle mairie. La Tour était une robuste bâtisse féodale, de quelque 50 mètres de hauteur, l’épaisseur des murs était en moyenne de quatre mètres, elle comprenait quatre étages, dont les voûtes en ogives retombaient sur un pilier central. Elle était flanquée de quatre fortes tourelles, dont l’une enfermait un escalier en colimaçon. Sur la façade de la Grande Tour on avait accolé, à une date postérieure, la Petite Tour.
La Grande Tour était inutilisée depuis des siècles[précision nécessaire] lorsque l’entrepreneur Pierre-François Palloy fut chargé de son réaménagement. Il divisa chaque étage en plusieurs pièces avec des cloisons et des faux plafonds dissimulant la voûte très élevée. Ces cloisons étaient recouvertes de papiers peints.

### La Petite Tour

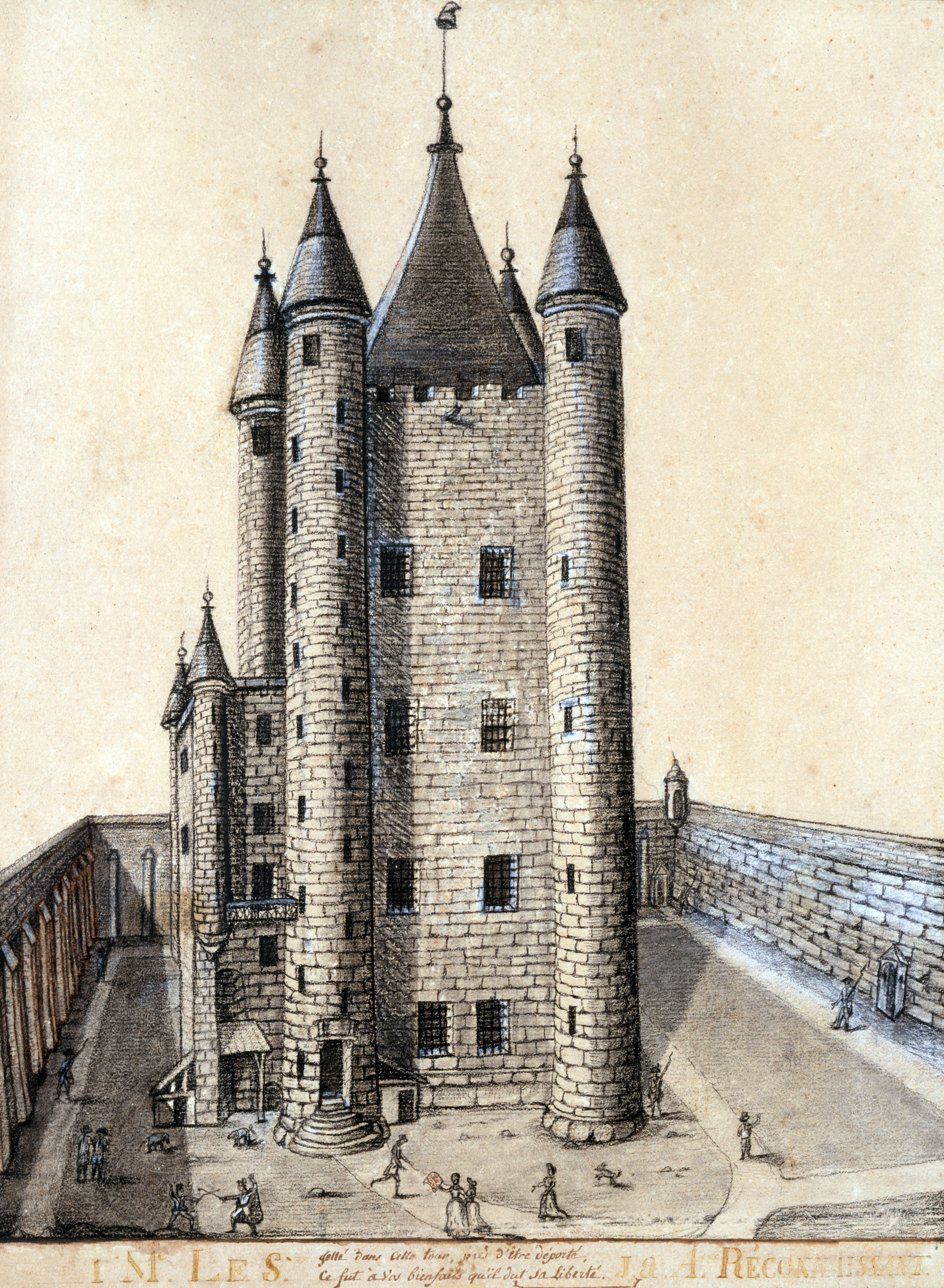
Les deux tours accolées, pendant la Révolution.

Accolée à la façade de la Grande Tour, la Petite Tour, dont la construction étroite était flanquée de deux tourelles, ne communiquait pas avec la Grande Tour : ce détail a son importance. Elle comportait un rez-de-chaussée et quatre étages. C’est dans cette petite tour que fut emprisonnée la famille royale du 13 août 1792, jusqu’au 26 septembre 1792 pour le roi Louis XVI, et jusqu’au 26 octobre 1792 pour sa famille.

### Description de la tour du Temple vue de l’extérieur

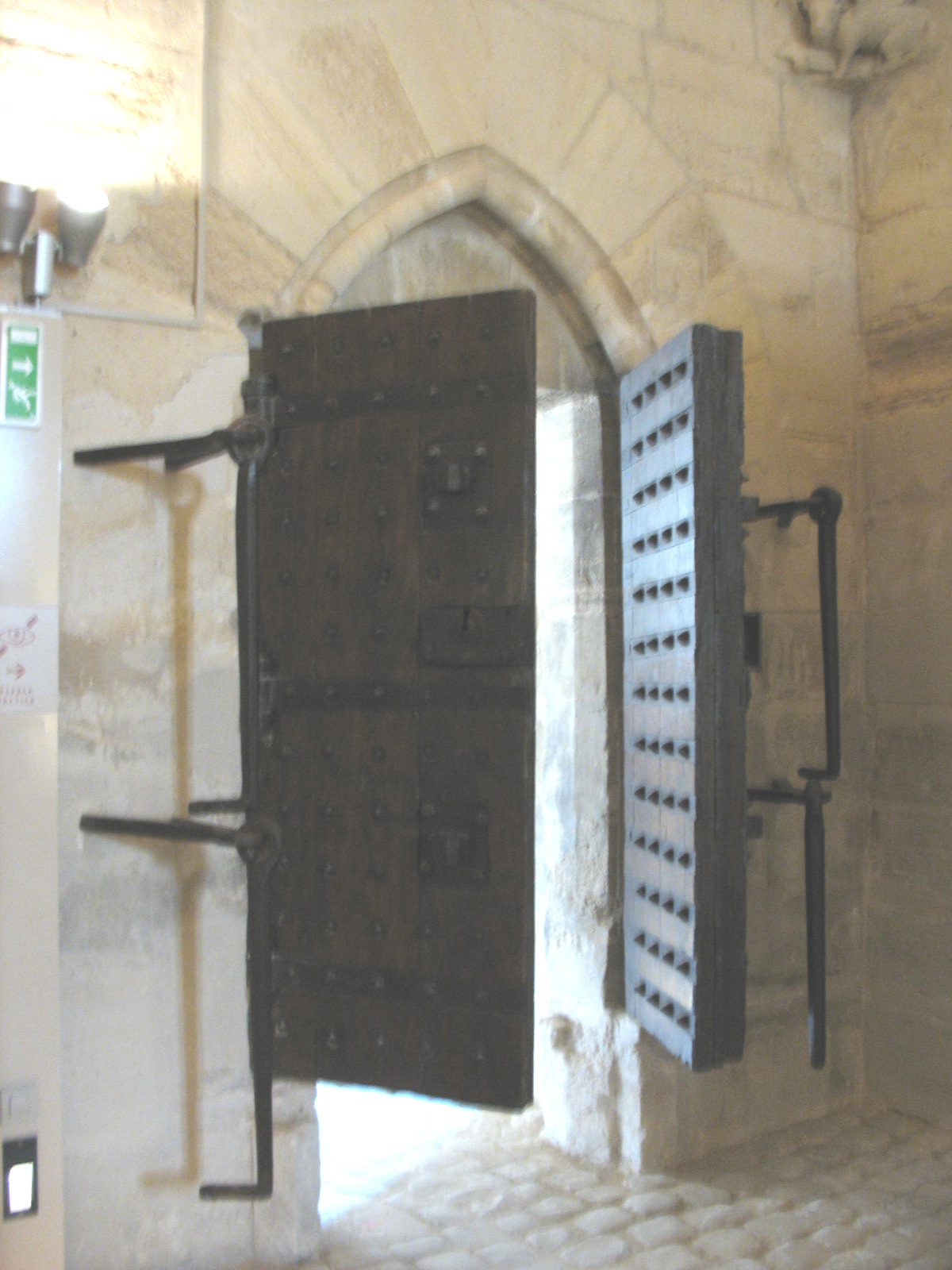
Portes de la Grosse Tour conservées au château de Vincennes.

Il fallait passer par le palais du grand prieur pour arriver au mur d'enceinte de la tour du Temple. Ce mur était percé d’une porte charretière, renforcée de barres en fer, munie de gros verrous et gardée par deux guichetiers et d'une porte piétonne. Ces deux portes étaient surveillées par les guichetiers Pierre-Louis Manuel et Richard[Quoi ?]. On pénétrait ensuite dans le jardin. Alors, apparaissait, entre les hautes frondaisons, la haute et sombre masse de la tour du Temple, flanquée de ses quatre tourelles aux toits pointus, percées de meurtrières et d'étroites fenêtres. Les hottes obstruaient les ouvertures sur deux étages. Les tuyaux de poêle couraient sur la muraille, augmentant son aspect rébarbatif. Des girouettes surmontaient le faîte de la tour du Temple et des quatre tourelles. Au-dessus du palais du grand prieur, on apercevait le puissant donjon des Templiers et, sur la gauche, la tour de César et le clocher de la collégiale bâtie sur le modèle de l'église du Saint-Sépulcre de Jérusalem.

## Détention de la famille royale

### Attribution des étages de la Grande Tour
La Commune de Paris en fait la prison de la famille royale dont elle s’était assuré la garde, après la journée insurrectionnelle du 10 août 1792. La famille royale est d'abord transférée au couvent des Feuillants puis le 13 août emprisonnée au Temple au terme d'un dîner servi dans le palais du Grand Prieur, devant tout le quartier en liesse. L'aménagement de la tour demandant un certain délai, le roi et les siens sont d'abord logés dans l'appartement du bibliothécaire-archiviste Barthélémy. Les deuxième et troisième étages de la grosse tour sont partagés en plusieurs pièces dont les fenêtres sont équipées d'abat-jour pour empêcher les prisonniers de communiquer avec l'extérieur. 
Le 26 septembre 1792, Louis XVI, séparé de sa famille, est transféré dans la grande tour du Temple, suivi le 25 octobre de la même année par Marie-Antoinette d'Autriche et ses enfants. Une partie des  Conventionnels envisagent leur détention de longue durée et en fait, fin septembre 1792, rien n'est décidé. Pour d'autres, il s'agit de les faire passer sous la guillotine après un procès ou, pour les enfants, d'en faire des otages emmurés vivants, dont le sort reste suspendu à l'évolution de la guerre contre l'Autriche et de la lutte entre les factions.
Le rez-de-chaussée n’avait pas été transformé. Le conseil de surveillance du Temple s’y installa le 8 décembre 1792. Cette vaste pièce d’environ 60 mètres était meublée de quatre lits destinés aux commissaires, d’un bureau, d’un pupitre destiné à Jean-Baptiste Cléry, d’armoires, dont l’une renfermait les registres. C’est dans cette salle que les municipaux prenaient leurs repas en compagnie des officiers de la Garde nationale en service au Temple.
Le premier étage abritait le corps de garde, soit une quarantaine d’hommes qui couchaient sur des lits de camp. Comme le rez-de-chaussée, cette salle était restée en l’état. Des sonnettes reliaient le corps de garde à la salle du conseil et aux appartements de la famille royale. Le même escalier en colimaçon desservait tous les étages.

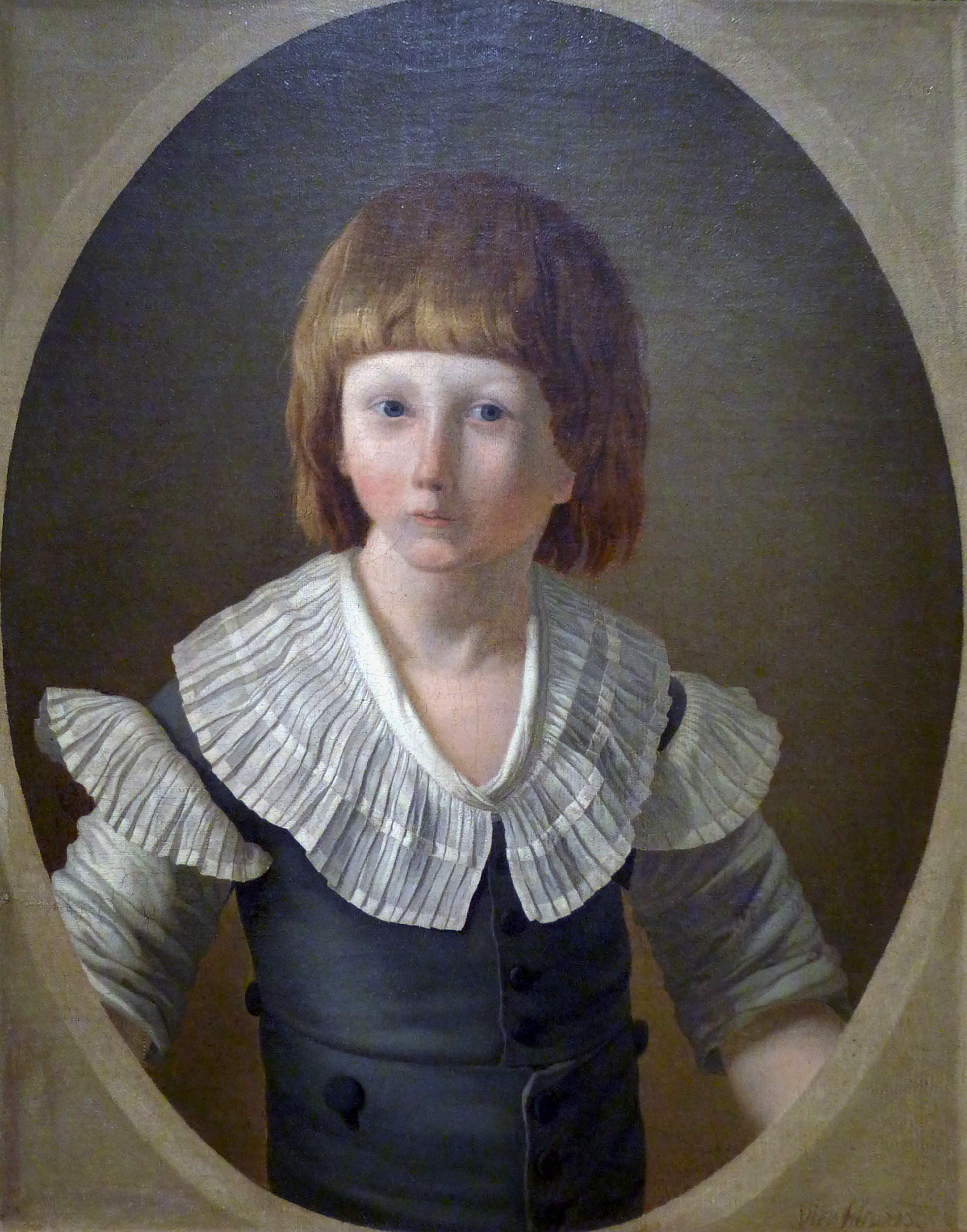
Louis XVII au Temple en 1793 par Joseph-Marie Vien le Jeune (musée Carnavalet).

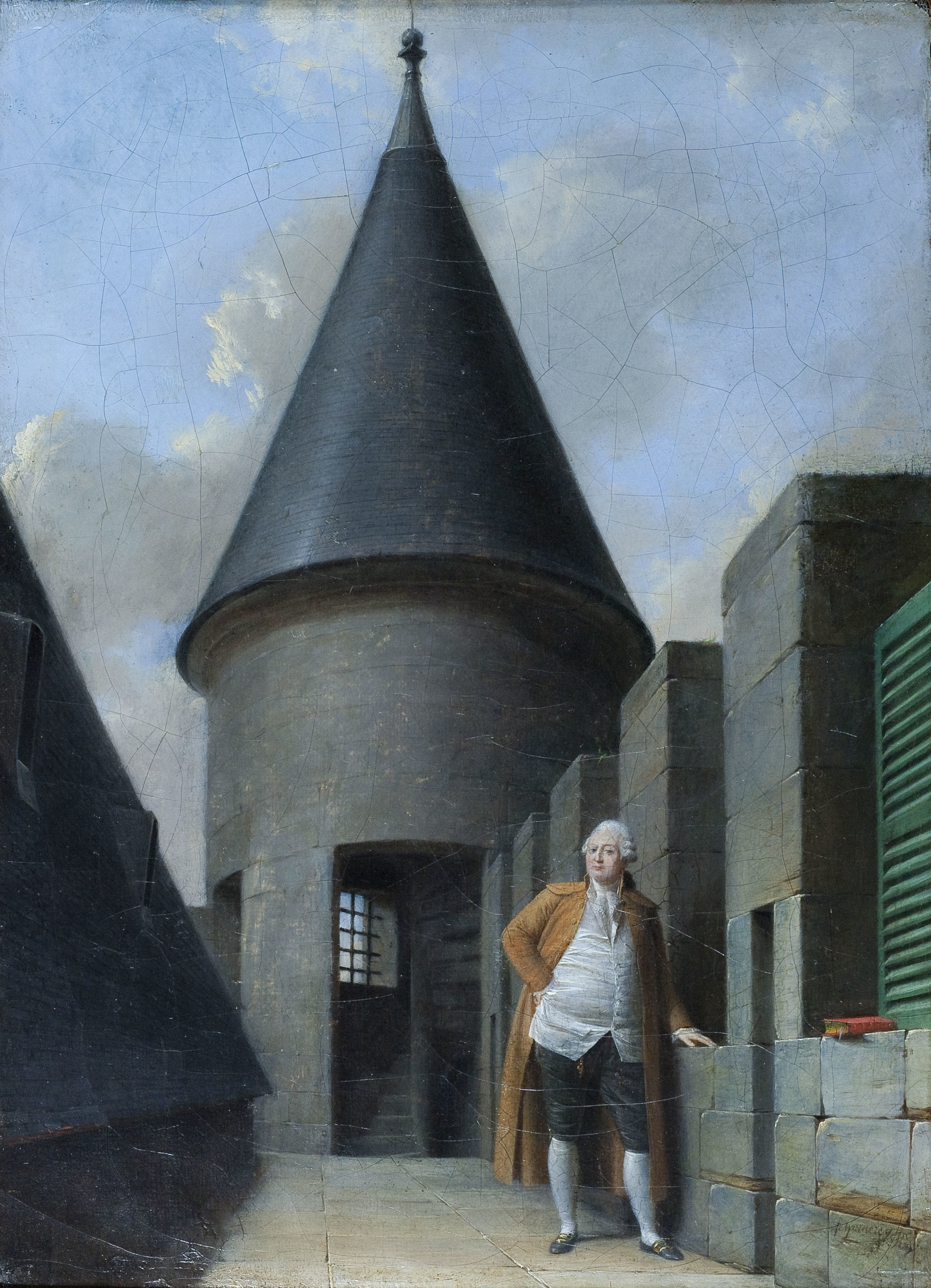
Louis XVI à la tour du Temple, par Jean-François Garneray.

Le deuxième étage était affecté au roi. Un couloir coudé, barré de deux portes, l’une en fer, la seconde en chêne, donnait accès à l’escalier. Il comprenait quatre pièces. Chacune était éclairée par une fenêtre grillagée et en partie obstruée par un abat-jour en forme de hotte. Dans l’antichambre, on avait affiché la Déclaration des droits de l’homme encadrée de tricolore. Cette pièce en pierre de taille était meublée de quatre chaises, d’une table à écrire et d’une table à trictrac. Une cloison vitrée la séparait de la salle à manger. La chambre du roi était tapissée de jaune vif et communiquait avec l’antichambre avec une double porte à vantaux. On la laissait ouverte toute la journée pour faciliter la surveillance. Cette pièce était dotée d’une cheminée qui faisait face à la porte, surmontée d’un miroir. Le lit du roi était placé contre la cloison. En prolongement du lit royal, un lit de sangle était destiné au dauphin. Les meubles de l’étage du roi provenaient du Palais du grand prieur de Malte. La tourelle servait d’oratoire. Auprès de la chambre du roi se trouvait la chambre de Jean-Baptiste Cléry. L’autre tourelle servait de garde-robe, la troisième tourelle de bûcher.

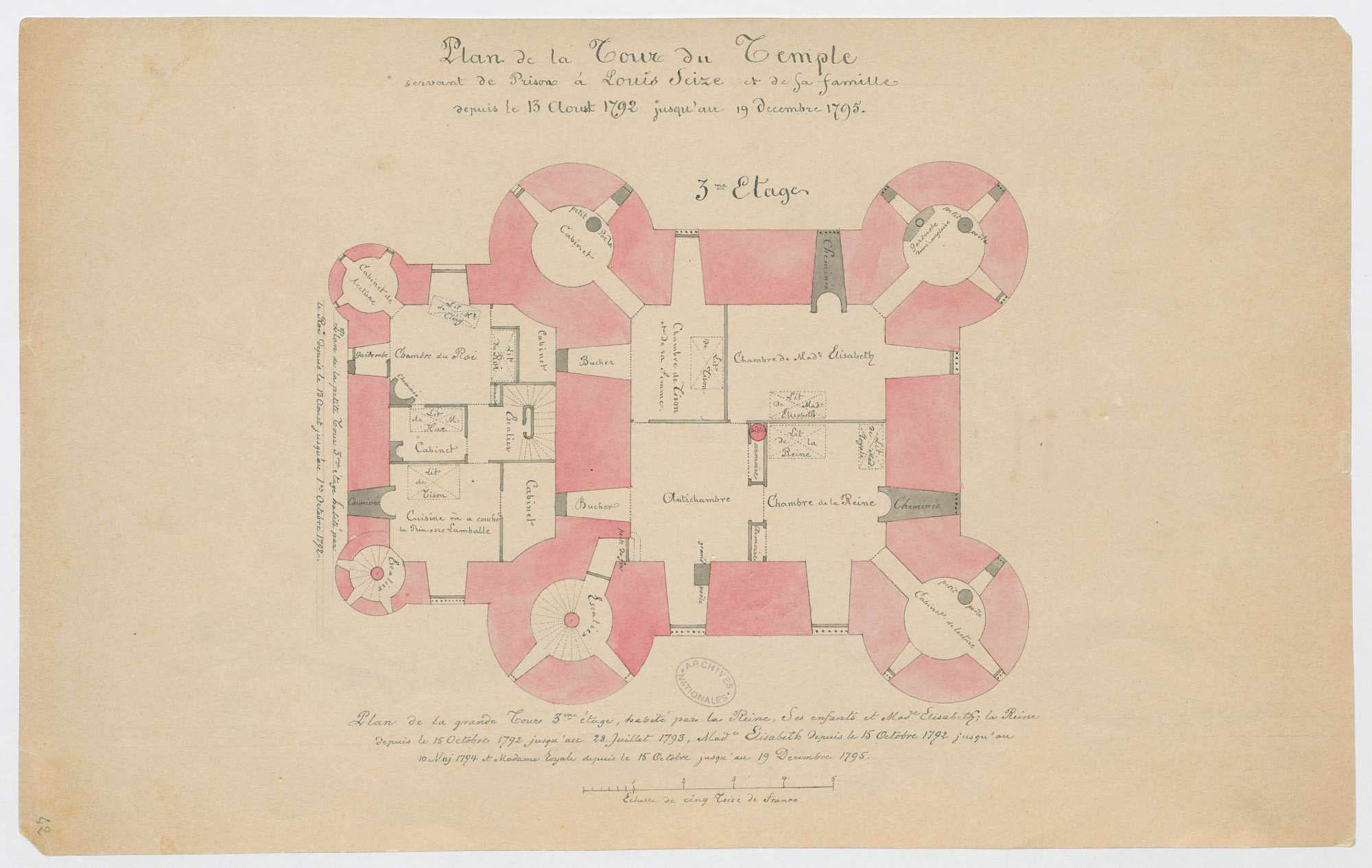
Plan du troisième étage avec indications des pièces occupées par la famille royale. Archives nationales.

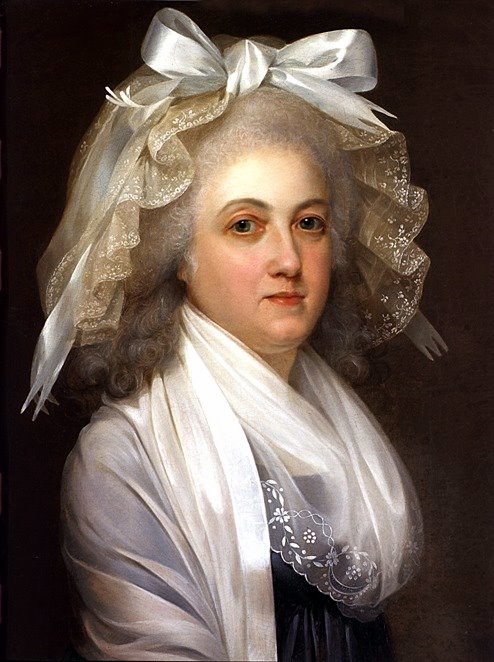
Marie Antoinette, peinte à la tour du Temple, attribuée à Kucharski.

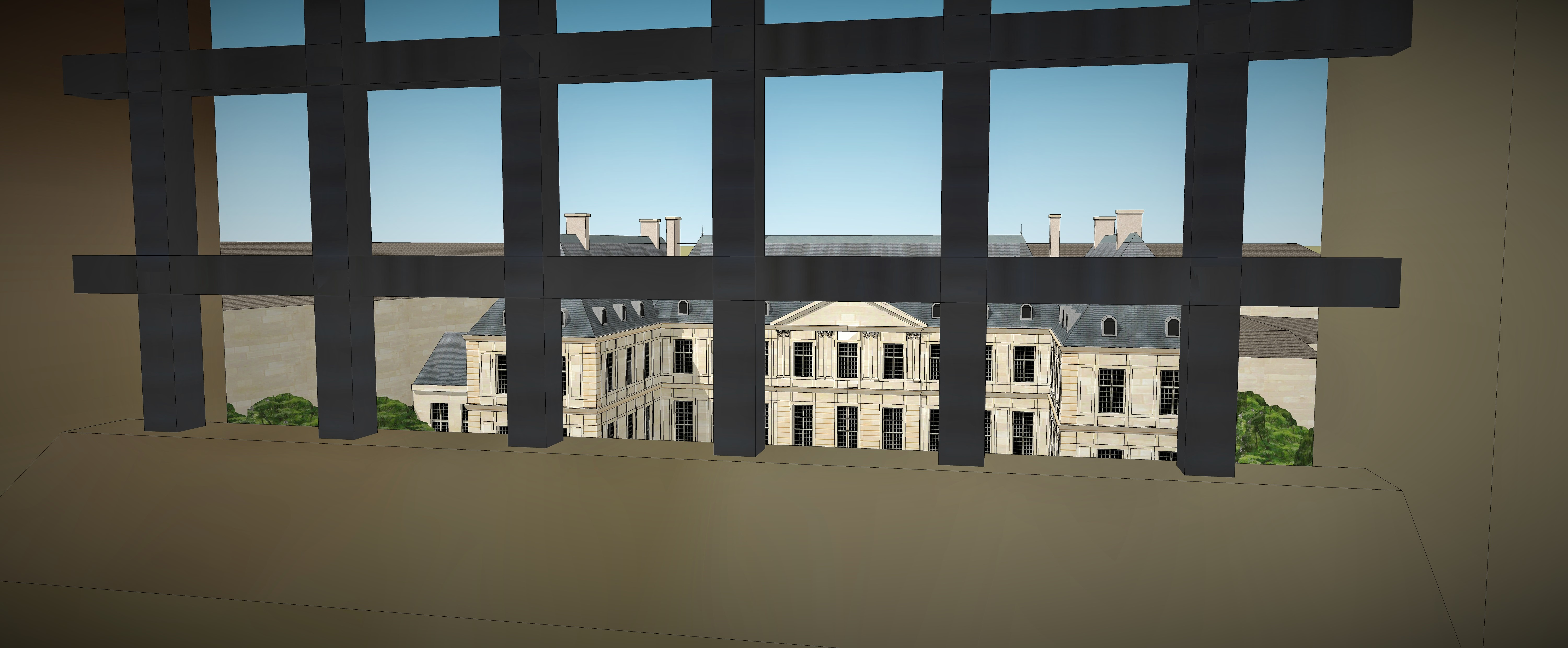
Vue restituée depuis la chambre de Marie-Antoinette dans la Tour du Temple, avec l'hôtel du Grand Prieur.

Le troisième étage était affecté à la reine, à sa fille, et à Madame Élisabeth. L’appartement avait la même superficie que celui du roi. Il n’en était pas l’exacte réplique. L’antichambre identique précédait la chambre de la reine, située au-dessus de celle du roi.  Elle avait également une double porte. Elle était meublée d’une table, d’un lit de repos et de chaises. La chambre de la reine était tapissée de papier peint à fleur de couleur verte sur fond bleu, avait une porte à deux vantaux et possédait une cheminée. On avait placé le lit de Marie-Thérèse de France dans une encoignure ; ce n’était qu’une couchette. Il y avait aussi un canapé, une commode, un paravent et deux tables de nuit. Une tourelle servait de cabinet. La chambre obscure de Mme Élisabeth était située sous la chambre de Cléry, elle était pourvue d’une cheminée, d’un lit de fer, une commode, une table, deux fauteuils et deux chaises. À ce même étage les Tison couchaient au-dessus de la salle à manger du roi.
Le quatrième étage était inoccupé, il servait de grenier. Entre les créneaux et les pans de la haute toiture d’ardoise courait une galerie ou plutôt un chemin de ronde. Au début de son emprisonnement, la famille royale pouvait s’y promener ; pour cela, le conseil du Temple fit garnir les espaces entre les créneaux par des planches qui empêchaient les promeneurs d’être vus.
Ces précisions résultent des inventaires qui furent dressés le 25 octobre 1792 et le 19 janvier 1793.
Les commissaires, désignés chaque soir par l’Hôtel de ville, disposaient d’une chambre chacun et d’une salle de réunion.
Dans le bâtiment où s’ouvrait la grande porte de l’enclos et qui bordait la rue du Temple, se trouvaient les loges des concierges, l’économat et les cuisines. La troupe avait établi ses quartiers dans le palais du grand prieur. Elle comprenait un commandant général, un chef de légion, un sous-adjudant général, un adjudant-major, un porte-drapeau, vingt artilleurs servant deux canons, soit 287 hommes, en comptant les officiers subalternes, les sous-officiers et les simples soldats. Cette garde était désignée à tour de rôle par les 8 divisions composant la Garde nationale de Paris.

### Attributions des étages de la Petite Tour

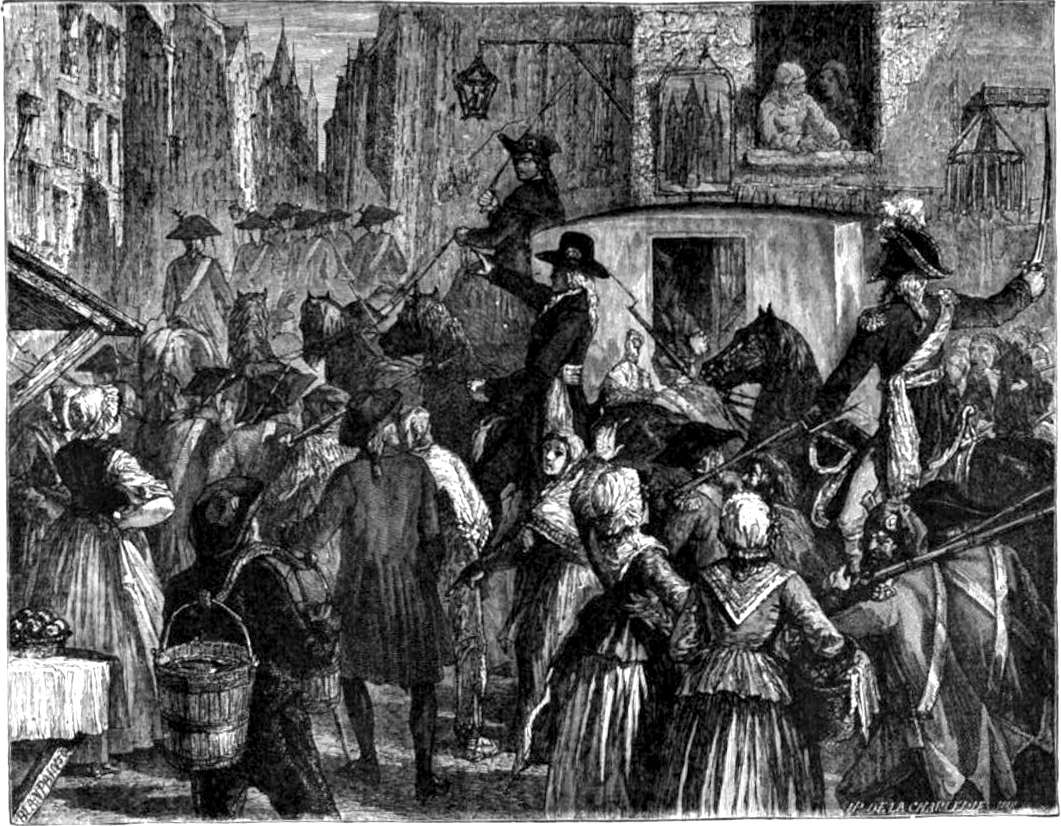
Transfert de la famille royale au Temple le 26 octobre 1792.

Le 13 août 1792, le premier étage de la Petite Tour fut attribué aux trois femmes de chambre : Mmes Bazire, Navarre, Thibaud. Le second étage fut attribué à la reine et sa fille Marie-Thérèse de France. Elles couchaient dans l’ancienne chambre de Berthélémy (archiviste de l’ordre de Saint-Jean de Jérusalem) qui avait été expulsé de son domicile par les agents de la Commune. Au même étage, la princesse de Lamballe dormait dans l’antichambre sur un lit de sangle, Louise-Élisabeth de Croÿ de Tourzel et le dauphin partageaient la même chambre. Il y avait un cabinet de toilette et une garde-robe. Le troisième étage fut attribué au roi. Le roi couchait seul dans un lit à baldaquin. Madame Élisabeth partageait sa chambre avec la jeune Pauline de Tourzel, fille de la duchesse de Tourzel. Les valets François Hue et Chamilly couchaient dans un cabinet assez étroit, ouvrant sur l’antichambre. Cet étage était également doté d’un cabinet de toilette et d’une garde-robe. En outre, le roi disposait d’un cabinet de lecture aménagé dans l’une des tourelles.

### Départ des membres de la famille royale de la tour du Temple
- 21 janvier 1793, Louis XVI quitte la tour du Temple pour l’échafaud installé place de la Révolution.
- 2 août 1793, Marie-Antoinette est transférée à la Conciergerie.
- 10 mai 1794, après 21 mois de séjour à la tour du Temple, Madame Élisabeth monte à son tour à l’échafaud.
- 8 juin 1795,  Louis XVII meurt dans son cachot. Des analyses ADN ont mis fin aux théories  « évasionnistes » et « survivantistes »[4].
- 18 décembre 1795, Marie-Thérèse de France (après trois ans et quatre mois de séjour à la tour du Temple) fut échangée contre quatre commissaires livrés à l’ennemi par Charles François Dumouriez.

## Destruction de la tour du Temple

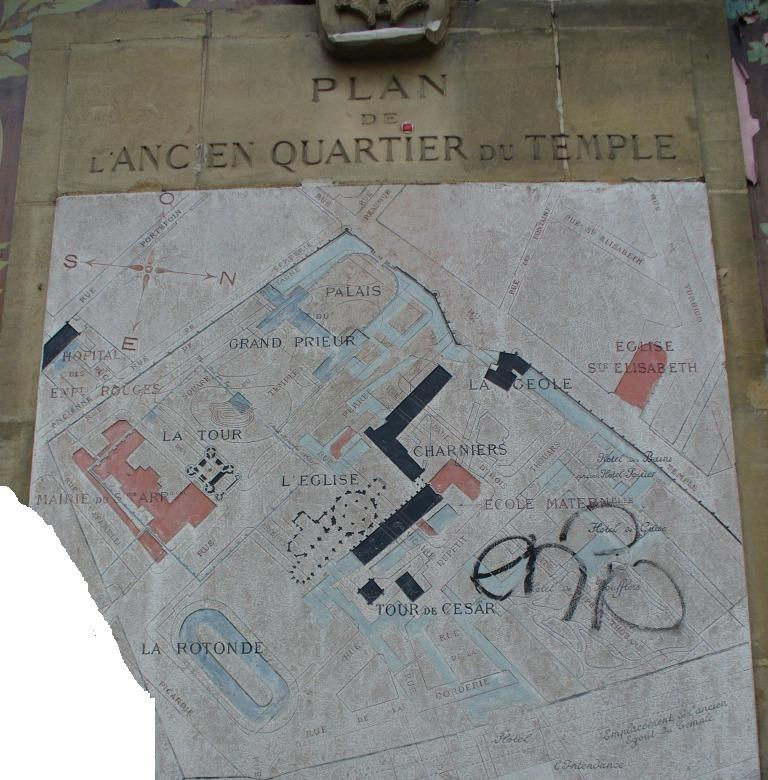
Plan ancien du quartier du Temple.

Le Temple incarnait aux yeux des monarchistes le lieu du supplice de la monarchie, et était devenu un but de pèlerinage. C’est pour en freiner l’essor que Napoléon décida de livrer la tour du Temple aux démolisseurs en 1808. La démolition dura deux ans. L’angle nord de la mairie du 3e arrondissement et la grille du square du Temple furent élevés sur l’emplacement de la tour.
À la place du palais du grand prieur fut planté le square du Temple au milieu du XIXe siècle. Il ne reste rien de ce haut lieu de la mythologie révolutionnaire qu’une production considérable d’images qui entretiennent le caractère tragique du lieu.
Une plaque (voir photo) a été posée à l’angle de la rue Dupetit-Thouars et de la rue Gabriel-Vicaire, sur l’enceinte d’une école maternelle située à côté de l’École supérieure des arts appliqués Duperré, plaque sur laquelle est dessiné le double plan de l’ancien palais et des rues actuelles, avec la mairie en rouge.

Emplacements des tourelles de la tour du Temple, tracés au sol devant la mairie, rue Eugène-Spuller.
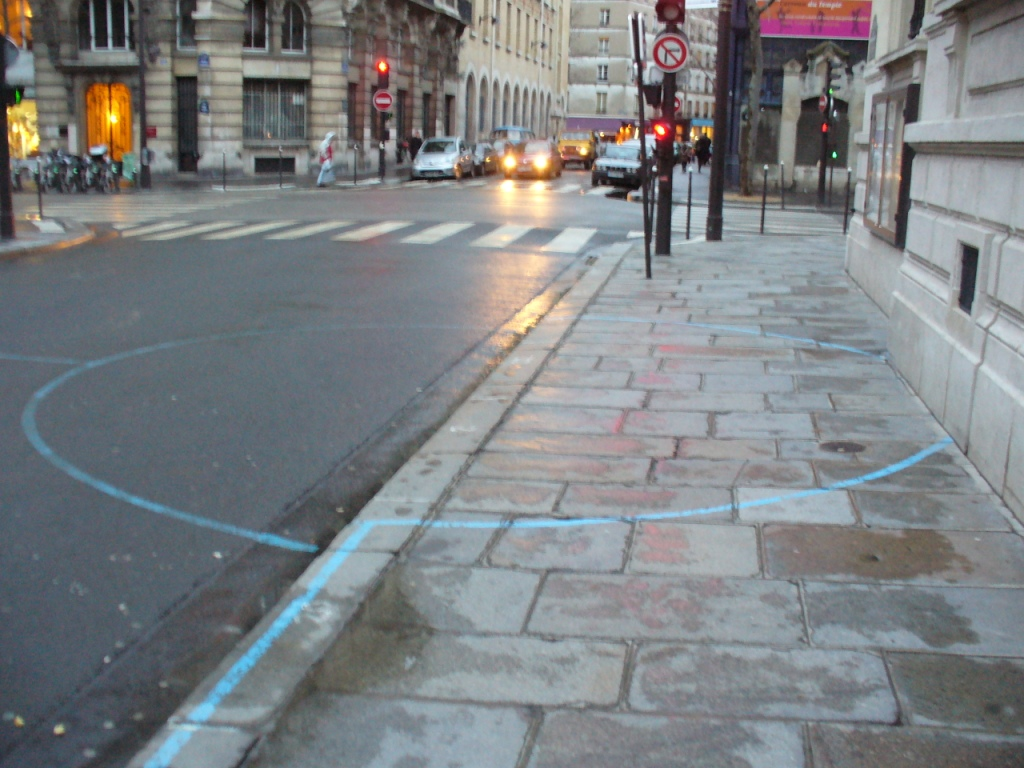
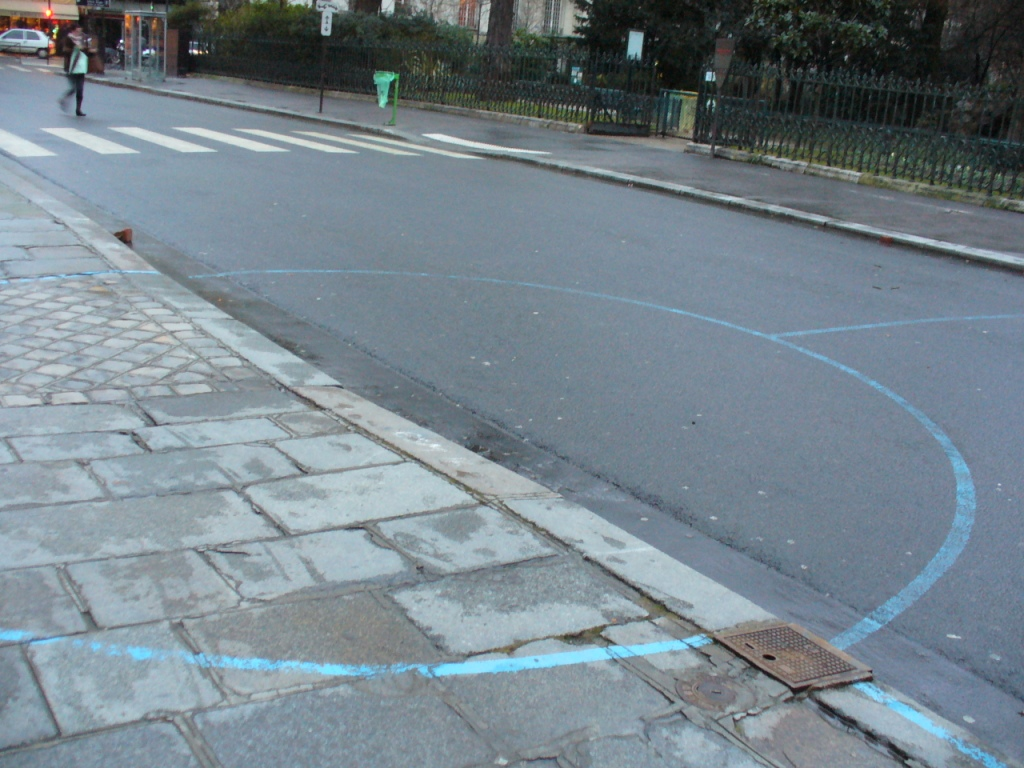
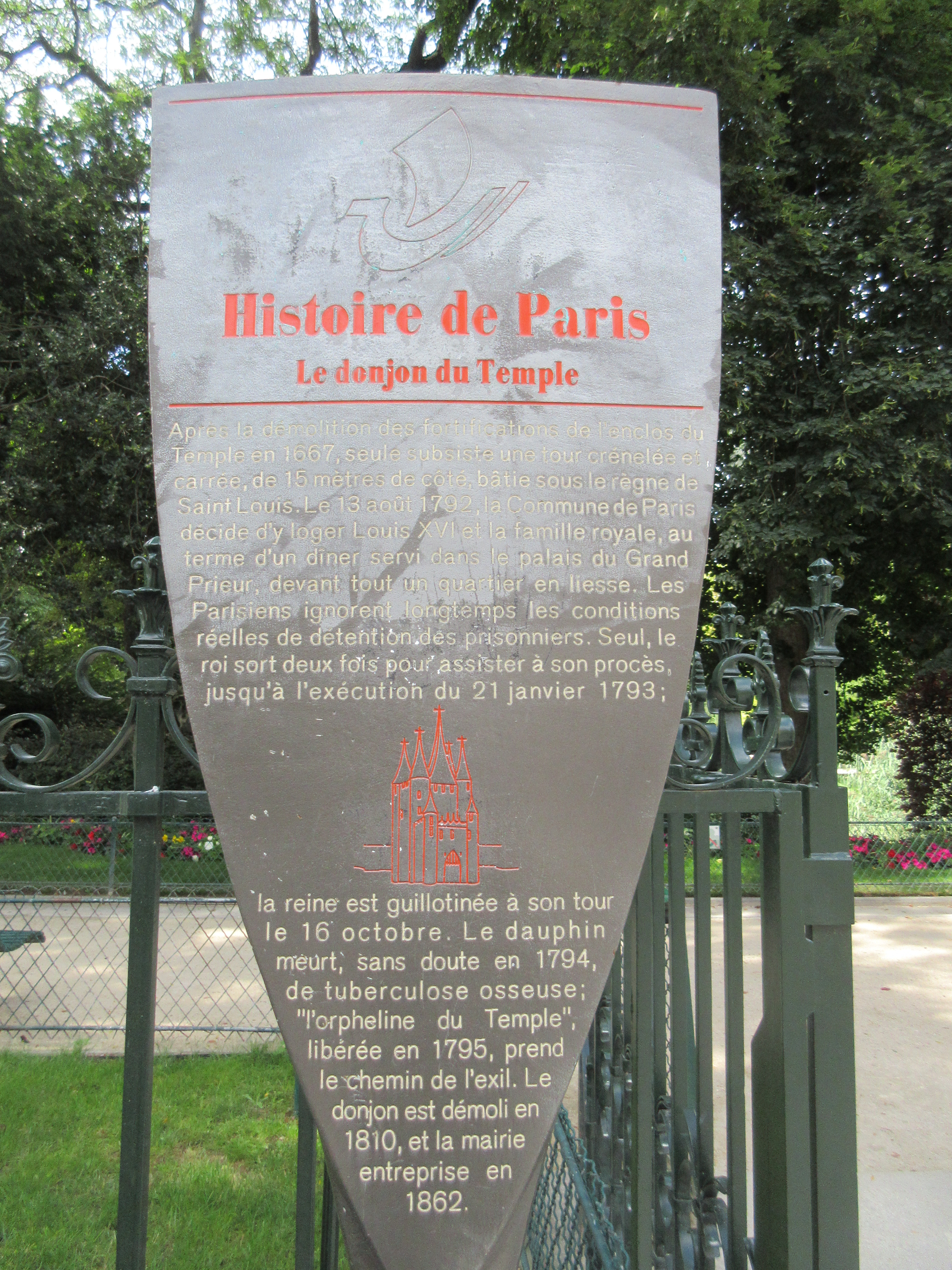
Panneau Histoire de Paris « Le donjon du Temple ».

## Héraldique
Le roi Louis XVIII modifia les armes de Raymond de Sèze, l'un des avocats de Louis XVI, pour y faire figurer le « château de Temple ».

avant 1817 d’azur, à trois tours d'argent, rangées en fasce, accompagnées en chef de deux étoiles d’or et en pointe d’un croissant de même (armorial de Riestap)[5].
après 1817 de gueules, au château de Temple d’argent, accompagné en chef de deux étoiles d’or et en pointe de seize fleurs-de-lis d’argent, 7, 6 et 3 (armorial de Riestap)[5].

## Référence
1. ↑  Philippe Conrad, Louis XVII. L'énigme du roi perdu, Du May, 1988, p. 26
2. ↑  Charles-Éloi Vial, La famille royale au temple. Le Remords de la Révolution 1792-1795, Perrin, 2018, p. 57
3. ↑  Cléry 1968, p. 55-56
4. ↑  Philippe Delorme, Louis XVII, la vérité. Sa mort au Temple confirmée par la science, Pygmalion, 2000, p. 58
5. 1 2  http://www.euraldic.com/blas_se2.html : armorial de Rietstap